# Iphiaulax impostor
Iphiaulax impostor är en stekelart som först beskrevs av Giovanni Antonio Scopoli 1763.  Iphiaulax impostor ingår i släktet Iphiaulax och familjen bracksteklar. Enligt den finländska rödlistan är arten nationellt utdöd i Finland. Arten är reproducerande i Sverige. Artens livsmiljö är naturmoskogar. Utöver nominatformen finns också underarten I. i. rufosignatus.